# Minolta 9XI
Minolta 9xi — малоформатный однообъективный зеркальный фотоаппарат с автофокусом.

## Технические характеристики
- Тип применяемого фотоматериала — плёнка типа 135.
- Взвод затвора, перемотка плёнки и обратная перемотка — встроенным электроприводом.
- Фотографический затвор — фокальный с электронным управлением, с вертикальным движением шторок.
- Выдержки: 30 с — 1/12000 с, длительная выдержка «В». Шаг изменения выдержки 1/2 ступени. Выдержка Х-синхронизации со вспышкой: 1/300 с.
- Видоискатель зеркальный, с несъёмной пентапризмой. Сменные фокусировочные экраны. 92 % по вертикали и 94 % по горизонтали; увеличение: 0,75×; прозрачный LCD-экран; коррекция диоптрии от −2,5 до +0,5.
- Экспозиция: TTL-замер при полностью открытой диафрагме, 14-сегментный сотовый датчик, активация Eye-start.
- Предустановки экспозамера: ручной, приоритет выдержки, приоритет диафрагмы, автоматический режим.
- Режимы экспозамера: сотовый замер EV 0-20, центральновзвешенный EV 0-20, точечный EV 3-20 (ISO100, объектив 50мм f1,4).
- Автофокус: фазодетекторная TTL-система с 4-сегментным CCD сенсором. Режимы: автоматическая AF, ручная MF. Активация Eye-start. Многомерная с предсказанием. −1 −18 EV. Подсветка автофокуса от 0,7 до 9 метров.
- Установка светочувствительности: автоматическая по DX-коду : ISO 25-5000 с шагом 1/3 ступени, ручная установка: ISO 6-6400 с шагом 1/3 ступени.
- Фотовспышка: отсутствует. Выдержка синхронизации — 1/300 с («Х»).
- Питание: 6-вольтовая батарея 2CR5.